# Полный улёт
«Полный улёт», также Magic Turn, — компьютерная игра в жанре квеста от первого лица, разработанная и изданная российской компанией Nikita в 2000 году для платформы Windows. Является продолжением игры «Шестое измерение», выпущенной в 1998 году.
Игра повествует о приключениях девочки Даши, превращённой в пчелу по имени Медарья, которая живёт в мире разумных насекомых, населяющих обычный дом. Героиня должна спасти своего друга Васю, превращённого в муравья, и вернуть им обоим человеческий облик. Игровой процесс включает исследование локаций, общение с различными персонажами, решение головоломок и участие в различных событиях жизни насекомых.
«Полный улёт» получила преимущественно положительные отзывы от российской игровой прессы. Обозреватели отмечали оригинальность концепции, высокую детализацию игрового мира, обилие юмора и отсылок к другим произведениям. Среди недостатков называлась неровная озвучка персонажей, малое количество музыкального сопровождения, сложности с поиском заданий и отсутствие подсказок.

## Игровой процесс

Скриншот эпизода из игры, в котором Медарья принимает участие в политической кампании в жизни насекомых. Для продвижения по сюжету игры нужно набрать 100 % политического рейтинга, выбрав пять наиболее удачных фраз предвыборной программы

«Полный улёт» — продолжение игры «Шестое измерение», выпущенной в 1998 году компанией Nikita совместно с командой разработчиков из Ростова-на-Дону. Главная героиня — пчела Медарья, которая на самом деле была превращена в насекомое из человека. Она просыпается в незнакомом доме, не помня большую часть своего прошлого, но вскоре узнаёт, что её друг-муравей Вася похищен. Игрок должен исследовать огромный дом, который с точки зрения насекомого представляет собой большой мир. По ходу игры Медарья встречает различных персонажей, решает головоломки и принимает участие в политической жизни насекомых. Задача игрока — найти друга-муравья Васю, вернуть ему и себе человеческий облик и покинуть дом.

## Разработка
Идея игры «Полный улёт» зародилась в 1997 году у Дмитрия Тюрева и Михаила Борисенко, разработчиков из ростовского филиала компании Nikita, с целью создать «максимально необычный» проект. Первоначально главным героем должна была стать муха, но затем её заменили на пчелу как «более трудолюбивое и полезное насекомое». Концепция превращения главной героини, девочки, в насекомое принадлежит продюсеру игры Никите Скрипкину и уже использовалась в предыдущей игре студии — «Шестое измерение». «Полный улёт» стал развитием этой идеи. Разработчики выбрали вид от первого лица, чтобы дать игроку максимальную свободу перемещения без разделения на локации. По их мнению, вид от третьего лица с постоянным обзором «пчелиного тыла» не был бы столь выигрышным. В ходе работы над игрой многое дорабатывалось и расширялось уже на этапе программирования, были добавлены новые сюжетные ходы и пародийные отсылки, из-за чего итоговые масштабы проекта превзошли изначальные планы. Лицо главной героини игры, пчелы Медарьи, было смоделировано с Елены Соловьёвой, офис-менеджера компании Nikita.

## Критика
| Русскоязычные издания | Русскоязычные издания |
| Издание               | Оценка                |
| --------------------- | --------------------- |
| Absolute Games        | 75 %                  |
| «НИМ»                 | 8 из 10               |

Игра получила преимущественно положительные отзывы от российской игровой прессы. Обозреватели отмечали оригинальность, высокую детализацию игрового мира и обилие юмора.
По мнению Андрея Кузнецова и Никиты Кареева из «Навигатора игрового мира», «Полный улёт» отличается необычностью, атмосферностью и проработанностью, несмотря на «банальную завязку» и сюжет. Они отмечают, что персонажи игры «чрезвычайно колоритны, незабываемы и индивидуально очерчены», а атмосфера — «цельная, многоплановая, чуточку эстетская». Обозреватели также указали на обилие в игре юмористических отсылок к другим произведениям, таким как «Кондуит и Швамбрания».
Владимир Горячев из Absolute Games посчитал, что озвучивание персонажей в игре не всегда удачно и местами портит впечатление. Критик отмечает, что некоторые персонажи, такие как Болтухан, Жужков и муравей-байдарочник, озвучены удачно, в то время как голос главной героини Медарьи звучит «бледно» и «вымученно». Озвучка злодеев, по мнению Горячева, страдает от «переигрывания» актёров. В качестве примера критик приводит персонажа осы, чей голос, по его мнению, не соответствует внешности.
По мнению критика из MegaGame, «Полный улёт» оказался «милейшей адвенчурой с доброй порцией юмора и добротно сделанной графикой», несмотря на «детсадовский сюжет». Обозреватель отмечает оригинальность заданий и реализацию правила квестового жанра «ты мне, я тебе», а также хвалит графику и дизайн интерьеров. В то же время в обзоре было указано на огрехи в озвучке, малое количество музыки, сложности с поиском заданий и отсутствие подсказок. Отдельно было выделено, что диалоги «крайне несодержательны».
Илья Ченцов из «Страны игр» в своём ретроспективном обзоре игр компании Nikita отметил, что дилогия «Шестое измерение»/«Полный улёт», несмотря на разработку внешней командой из Ростова-на-Дону, соединила в себе характерные черты игр студии: сказочные мотивы, политическую пародию, трёхмерный симулятор полёта и квестовые задачи. По его словам, в первой части задачи были «весьма своеобразные» из-за отсутствия инвентаря, а во второй появились экономические элементы.
Ченцов также указал на некоторые недостатки игр, унаследованные от сочетаемых жанров: малое количество интерактивных объектов на огромных пространствах, сложность поиска маленьких персонажей, неудобное управление полётом. Однако он подчеркнул, что обе игры были «очень-очень оригинальными и интересными», в них был виден «полёт фантазии и большой потенциал». Ченцов назвал «Полный улёт» тем проектом Nikita, для которого он хотел бы увидеть продолжение.
В ретроспективном обзоре в журнале Downgrade было отмечено, что для 2000 года графика хорошая, с достаточно детализированными персонажами, но окружение выглядит угловато вблизи. Обозреватель также отметил недостатки в физике полёта, особенно в узких местах, и заметил, что музыка звучит только в ключевых сценах, в остальное время играют фоновые звуки.